# Kuncevskaja (stanice metra v Moskvě)
Kuncevskaja (rusky Кунцевская) je stanice moskevského metra. Z ní je možné přestoupit na stejnojmennou stanici linky Bolšaja kolcevaja i stejnojmennou stanici Moskevské železnice, která je obsluhována na lince MCD-1.

## Charakter stanice
Kuncevskaja je stanice na Filjovské a Arbatsko-Pokrovské lince, v její východní části. Je to stanice povrchová, vybudovaná na tom úseku Filjovské linky, který vznikl podle newyorského vzoru roku 1965; tehdy též byla i otevřena tato stanice. Má 2 nástupiště, ostrovní a boční, zastřešuje jej silnice – Rubljovskoje šosse. Na ní vyúsťuje též i výstup. Denně stanici využije 37 210 lidí (2002)
Roku 2008 sem byla zavedena též i Arbatsko-Pokrovská linka; Filjovská sem byla 8. ledna téhož roku zkrácena.